# Celebrity Big Brother
Celebrity Big Brother – brytyjski program telewizyjny typu reality show.

## Nominacje
Źródło: Internet Movie Database
| Rok  | Nagroda                   | Kategoria                                      | Wynik     |
| ---- | ------------------------- | ---------------------------------------------- | --------- |
| 2006 | National Television Award | Most Popular Reality Programme                 | Nominacja |
| 2006 | National Television Award | Most Popular TV Contender (Chantelle Houghton) | Nominacja |
| 2007 | Audience Award (TV)       |                                                | Nominacja |
| 2015 | National Television Award | Most Popular Entertainment Programme           | Nominacja |